# (5019) Erfjord
(5019) Erfjord es un asteroide perteneciente al cinturón de asteroides, descubierto el 25 de junio de 1979 por Eleanor F. Helin y el también astrónomo Schelte John Bus desde el Observatorio de Siding Spring, Nueva Gales del Sur, Australia.

## Designación y nombre
Designado provisionalmente como 1979 MS6. Fue nombrado Erfjord en homenaje a “Erfjord” nombre de una escuela situada en la localidad noruega de Erfjord. Esta escuela fue una de las tres ganadoras del concurso "Mejor Escuela de Enseñanza de la Astronomía", celebrado durante el Año de la Astronomía en Noruega, año 2009.

## Características orbitales
Erfjord está situado a una distancia media del Sol de 2,424 ua, pudiendo alejarse hasta 2,606 ua y acercarse hasta 2,242 ua. Su excentricidad es 0,075 y la inclinación orbital 5,572 grados. Emplea 1379 días en completar una órbita alrededor del Sol.

## Características físicas
La magnitud absoluta de Erfjord es 13,1. Tiene 5,176 km de diámetro y su albedo se estima en 0,379.